# Panzerabwehrkanone

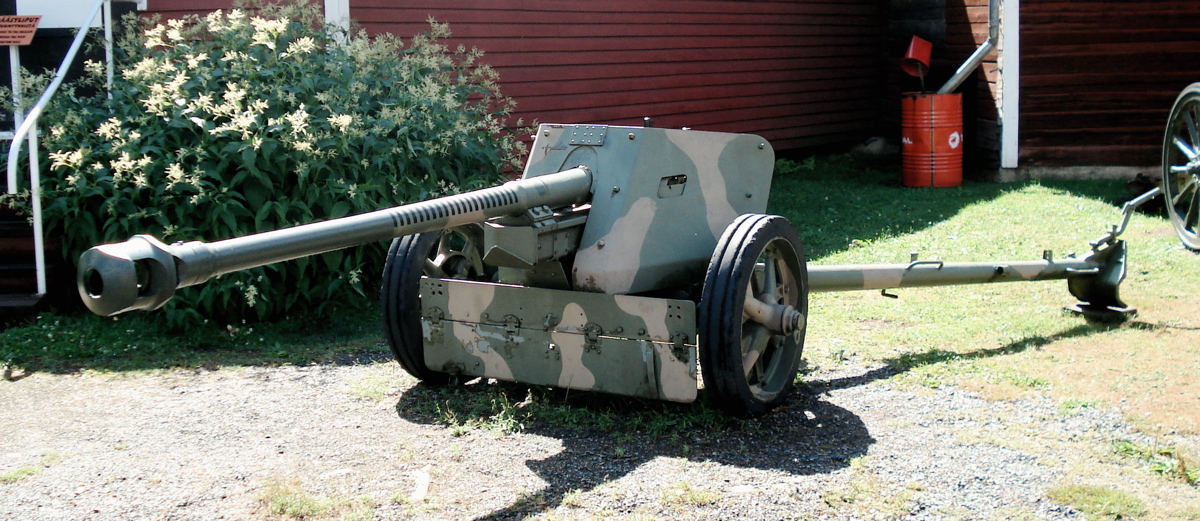
Cañón antitanques PAK 40 75 mm.

Panzerabwehrkanone, generalmente referido con el acrónimo PaK, es el término en idioma alemán para cañón antitanque. Antes y durante la Segunda Guerra Mundial, el Ejército alemán produjo una serie de 13 cañones antitanque designados Panzerabwehrkanone, es decir PaK. Además, produjeron un arma que designaron como fusil antitanque, que generalmente se considera un cañón antitanque; y un arma que designaron Panzerabwehrwerfer, PAW, el lanzador antitanque.

## Descripción
En terminología militar, un cañón es un arma demasiado pesada para sostenerse en las manos cuando se dispara. El peso de estas armas variaba desde 229 kg (500 lb) hasta 10,160 kg (20.000 lb). El calibre más pequeño era de 28 mm (1 in) y el más grande era de 128 mm (5 in). 
Durante el curso de los seis años de la Segunda Guerra Mundial, el blindaje de los tanques mejoró constantemente, por lo que para ser efectivo, el tamaño del proyectil tuvo que aumentar. Un proyectil más grande requería un arma más pesada. 
Todos estos cañones estaban destinados a ser remolcados. Los primeros eran lo suficientemente livianos como para ser movidos manualmente, a distancias cortas, dentro y fuera de sus emplazamientos. Algunas variantes solo se usaron a bordo de cazatanques, siendo autopropulsados, como los cañones en tanques.

## Lista
Después de cada cañón, se da el año de introducción. 
- 2,8 cm sPzB 41 (1941)
- 3,7 cm PaK 36 (1928)
- 4,2 cm Pak 41 (1941)
- 4,7 cm Pak 38 (t) (1939) Montado exclusivamente en un cazatanques.
- 4,7 cm PaK 181 (f) (1937)
- 5 cm PaK 38 (1937)
- 7,5 cm Pak 97/38 (1941)
- 7,5 cm PaK 39 (1943)
- 7,5 cm PaK 40 (1942)
- 7,5 cm Pak 41 (1941)
- 7,5 cm KwK 42 Montado exclusivamente en el Panzer V Panther y en el cazatanques Jagdpanzer IV.
- 7,62 cm Pak 36 (r) (1942) cañón antitanque soviético capturado, modificado para satisfacer las necesidades del Ejército alemán.
- 8 cm PAW 600 (1945) Tenía una cámara de combustión de alta presión, que suministraba gases propulsores a una caña ligera.
- 8,8 cm Pak 43 (1943)
- 12,8 cm PaK 44 (1944)